# Hoeksche Waard (île)

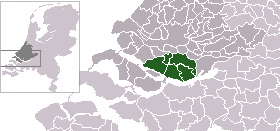
Île de Hoeksche Waard

Hoeksche Waard, parfois écrit comme Hoekse Waard, est considérée par certains comme l'une des îles de la Hollande-Méridionale et par d'autres comme un waard.

## Situation géographique
Le Hoeksche Waard est séparée de Voorne-Putten par la Spui, de IJsselmonde par la vieille Meuse, de l'Île de Dordrecht par le Dordtsche Kil. Les Haringvliet et Hollands Diep, plus larges, forment une barrière vers, respectivement, Goeree-Overflakkee et le Brabant-Septentrional. Le Vuile Gat sépare le Hoeksche Waard de l'ile de Tiengemeten.

## Transport
La connexion avec IJsselmonde est assurée par le Heinenoordtunnel, avec l'île de Dordrecht par le Kiltunnel.
Le pont du Haringvliet connecte avec Goeree-Overflakkee et le Brabant-Septentrional.
Seuls des bacs permettent de connecter le Hoeksche Waard avec Voorne-Putten et Tiengemeten, entre Nieuw-Beijerland et Hekelingen pour Voorne-Putten.
Un bac pour cyclistes relie Oud-Beijerland, Beerenplaat et Rhoon et un autre Puttershoek et Zwijndrecht.
L'autoroute A29 traverse le Hoeksche Waard du nord au sud.

## Histoire
Le Hoeksche Waard est l'une des conséquences de l'Inondation de la Sainte-Élisabeth en 1421, la région fut inondée et la région du delta particulièrement modifiée, dans ce cas, l'ouest du Groote of Hollandsche Waard et l'est de l'ancienne ile Putten.
Après les inondations, seuls les polders Munnikenland et Sint Anthoniepolder et quelques digues émergeaient. Une église construite entre 1300 et 1400 a survécu dans le Sint Anthoniepolder.
Le nom Hoeksche Waard vient du fief Hoecke, l'actuel Puttershoek.
L'endiguement du Hoeksche Waard a été principalement réalisé entre 1538 et 1653. Quelques zones marécageuses le long des Haringvliet et Hollands Diep furent endiguées pendant le siècle et demi suivant. La taille de l'ile n'a pratiquement pas changé depuis, si ce n'est pour quelques bandes de terrain poldérisées le long de l'Hollands Diep.
La Binnenbedijkte Maas (ou Binnenmaas, Meuse intérieure) est ce qui reste d'une inondation de la Meuse à l'époque romaine.

## Polders
Le Hoeksche Waard comprend environ 60 polders. Cinq sont des polders de bordure, le Sint Anthoniepolder (1357), le Munnikenpolder (1411), le Heinenoordse polder (1437), le polder Oud Korendijk (1439), et le polder Oud-Piershil (1524). Tous les autres polders sont liés à ces vieux polders. le Eendrachtspolder de 1653 est le dernier grand polder à avoir été endigué.
Chronologie partielle :
- Sint Anthoniepolder (1357)
- Munnikenpolder (1411)
- Heinenoordse polder (1437)
- polder Oud Korendijk (1439)
- polder Oud-Piershil (1524)
- polder Het Westmaas Nieuwland (1539)
- Nieuw-Cromstrijense polder (1602)
- polder Klein-Zuid-Beijerland (1615)
- Numanspolder (1642)
- Eendrachtspolder 1653

## Communes
Le 1er janvier 1984 a eu lieu un remaniement des communes. Les communes Binnenmaas, Cromstrijen et Korendijk ont été créées et les limites des autres communes ont évolué.
En 2004 une réorganisation des communes de Hollande-Méridionale prévoyait de réunir les 6 communes du Hoeksche Waard en une seule, un référendum mit fin à ces plans. Il y a depuis une commission Hoeksche Waard qui s'occupe des questions régionales.
Depuis le 1er janvier 2007 l'ancienne commune de 's-Gravendeel a été supprimée et rattachée à celle de Binnenmaas.
Jusqu'au le 1er janvier 2019 les communes du Hoeksche Waard étaient:
- Binnenmaas
- Cromstrijen
- Korendijk
- Oud-Beijerland
- Strijen

Depuis le 1er janvier 2019 il reste seulement une commune: Hoeksche Waard (commune) (contient également l'île de Tiengemeten).

## Localités
Quelques localités du Hoeksche Waard :
Goudswaard - 's-Gravendeel - Heinenoord - Klaaswaal - Maasdam - Mijnsheerenland - Nieuw-Beijerland - Numansdorp - Oud-Beijerland - Piershil - Puttershoek - Westmaas - Strijen - Strijensas - Zuid-Beijerland

## Source
- (nl) Cet article est partiellement ou en totalité issu de l’article de Wikipédia en néerlandais intitulé « Hoeksche Waard » (voir la liste des auteurs).